# 日本エレベータ工業
日本エレベータ工業株式会社（にほんエレベータこうぎょう）は、エレベーター・小荷物専用昇降機等の製造販売、据付工事、保守管理などを行う、大阪府大阪市に本社を置く日本の会社である。

## 沿革
- 1950年3月 会社設立
- 1959年12月 大阪市東淀川区小松に淀川工場建設
- 1960年10月 東京営業所開設
- 1974年2月 エレベーター製造許可取得
- 1974年3月 建設大臣許可取得
- 1979年7月 資本金3,000万円に増資
- 1980年5月 エレベーター製造許可取得
- 1980年6月 本社移転
- 1980年8月 油圧エレベーター製造許可取得
- 1980年 10月 資本金4,500万円に増資
- 1982年 6月 資本金6,000万円に増資
- 1984年 8月 資本金8,000万円に増資
- 2004年12月 本社移転
- 2004年12月 兵庫県川西市に川西営業所開設、東京営業所を東京出張所に変更